# Psilocybe allenii
Psilocybe allenii é uma espécie de fungo agárico da família Hymenogastraceae [en]. Descrita como nova para a ciência em 2012, recebeu o nome em homenagem a John W. Allen, que forneceu a coleção do material tipo. É encontrada no noroeste da América do Norte, desde a Colúmbia Britânica, Canadá, até Los Angeles, Califórnia, mais comumente a 16 km da costa do Pacífico.
Os basidiomas (cogumelos) crescem em madeira apodrecida, especialmente em lascas de madeira usadas no paisagismo de jardins. Os píleos dos cogumelos são marrons a ocre, amplamente convexos a achatados e têm um diâmetro de até 9 cm, enquanto os estipes brancos têm até 9 cm de comprimento e 0,7 cm de espessura. Como uma espécie azulada do gênero Psilocybe, a P. allenii contém os compostos psicoativos psilocina e psilocibina e é consumida de forma recreativa por suas propriedades alucinógenas. Está intimamente relacionada à Psilocybe cyanescens, da qual se diferencia macroscopicamente pela falta de uma margem ondulada no píleo.

## Taxonomia
A Psilocybe allenii foi descrita como nova para a ciência em 2012 por Jan Borovička, Alan Rockefeller e Peter G. Werner. Borovička recebeu o material coletado em Seattle, Estados Unidos, que ele observou ser microscopicamente semelhante ao Psilocybe cyanescens, mas sem as margens onduladas do píleo, características dessa espécie. Em publicações anteriores, Borovička havia observado que os caracteres macro e microscópicos de certas espécies de Psilocybe eram altamente variáveis, o que também poderia explicar as diferenças observadas no material de Seattle. Entretanto, o sequenciamento de DNA revelou uma alteração de 5 pares de bases nas regiões espaçadoras internas transcritas (um segmento de RNA frequentemente usado em filogenética molecular para identificar ou distinguir espécies de fungos) entre P. cyanescens e os espécimes de Seattle. Essa diferença, além das diferenças macroscópicas facilmente observáveis, foi considerada suficiente para justificar a descrição do táxon como uma nova espécie. Estudos moleculares adicionais publicados por Borovička e colaboradores em 2015 identificaram P. azurescens, P. cyanescens, P. weraroa, P. cubensis e P. serbica como proximamente relacionados a P. allenii.
Por vários anos antes de sua descrição oficial, o táxon já era conhecido na área da Baía de São Francisco e suspeitava-se que fosse uma espécie não descrita. Borovička e colaboradores sugerem que uma fotografia colorida de "P. cyanescens" no popular guia de 1986 de David Arora, Mushrooms Demystified, pode na verdade representar P. allenii. O micologista Paul Stamets sugeriu em 2005 que "provavelmente é uma espécie nova, ou pelo menos uma espécie recém importada". É comumente chamada de "Psilocybe cyanofriscosa" na comunidade micológica on-line, mas esse nome é gramaticalmente incorreto em latim e nunca foi validamente publicado na literatura científica. O epíteto específico allenii homenageia John W. Allen, que coletou o material original e deu o ímpeto para o estudo. Allen coletou o material tipo no Campus da Universidade de Washington em novembro de 2009. Ele coletou o fungo pela primeira vez em Capitol Hill, em 1982, e várias vezes depois em Seattle. Algumas dessas coleções foram enviadas ao especialista mexicano em Psilocybe, Gastón Guzmán [en], que inicialmente pensou que se tratava de P. cyanescens devido à sobreposição das faixas de tamanho dos esporos.

## Descrição

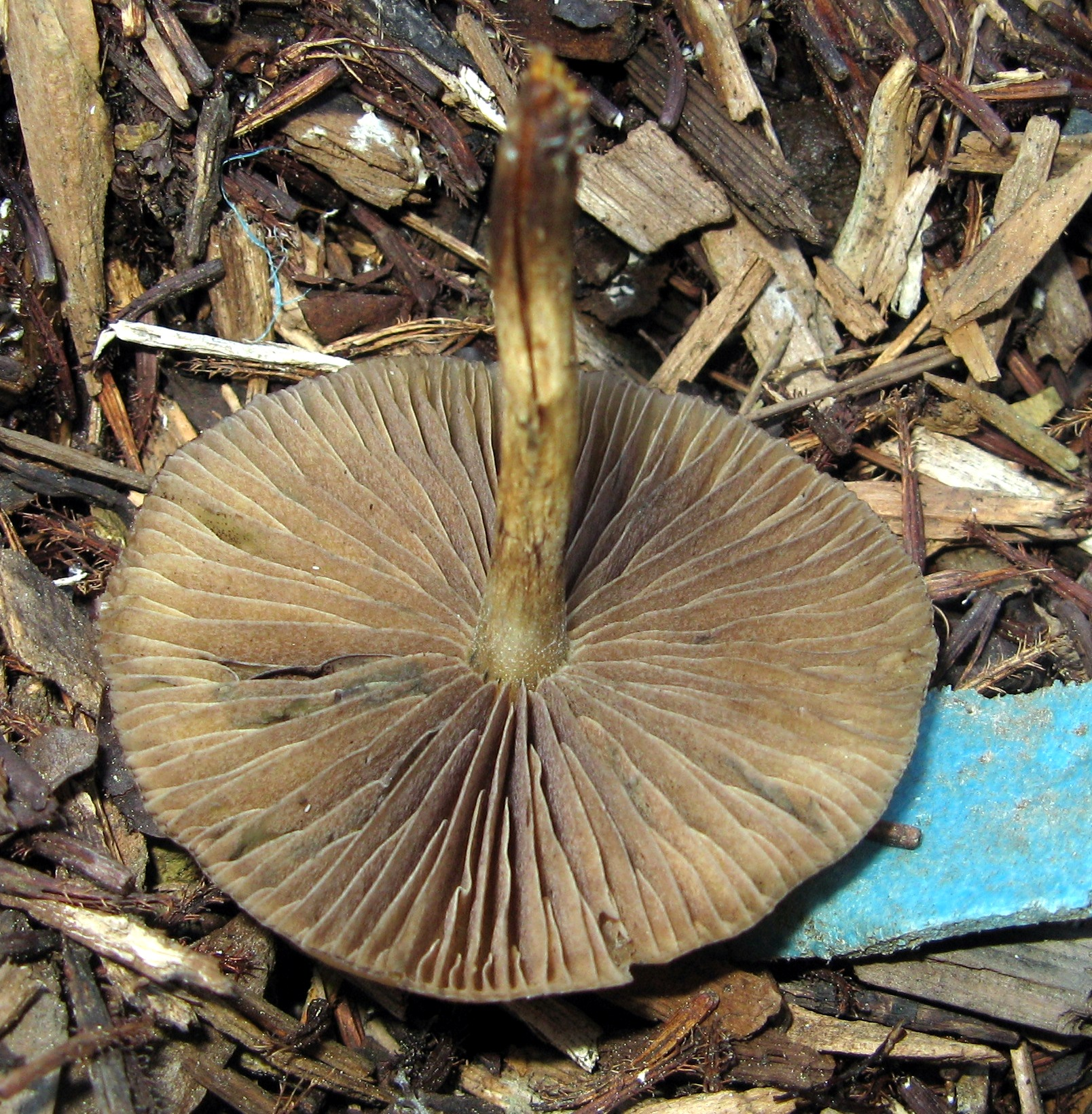
As lamelas são adnatas a sinuosas e tornam-se mais escuras à medida que os esporos amadurecem.

Os basidiomas da P. allenii são de tamanho variável, dependendo do substrato em que crescem. Os píleos têm de 1,5 a 9 cm de diâmetro e variam de amplamente convexos a achatados, às vezes com uma leve depressão no centro. A margem do píleo é reta e levemente curvada para dentro, raramente levemente ondulada e, às vezes, apresenta sulcos radiais em espécimes úmidos. A superfície é lisa, pegajosa quando úmida, com uma pileipellis gelatinosa que pode ser descascada. Os basidiomas úmidos são tão escorregadios que são difíceis de coletar. Os píleos são higrófanos e, portanto, mudam de cor dependendo do grau de umidade. São marrom-alaranjados claros a marrom-caramelo quando úmidos, mas quando secos tornam-se couro-amarelado. As lamelas têm uma ligação adnata a sinuosa ao estipe e são inicialmente creme a marrom acinzentado pálido, mas tornam-se roxas escuras à medida que os esporos amadurecem.
O estipe cilíndrico e oco geralmente mede de 4 a 7 cm de comprimento por 0,2 a 0,7 cm de espessura, com a base um pouco mais grossa. A parte superior do estipe é pruinosa (coberta com pó de grânulos brancos), enquanto a base é conectada a rizomorfos brancos espessos. A superfície do estipe é lisa a fibrilosa sedosa (como se fosse feita de fibras finas e sedosas), e sua cor é inicialmente branca antes de amarelar um pouco com o tempo. O micélio na base do estipe é branco ou manchado de azul. Todas as partes do cogumelo ficam manchadas de azul se forem feridas ou manuseadas. Os espécimes jovens têm um véu parcial branco que depois desaparece ou permanece como uma zona no estipe que pode ser colorida de púrpura-amarronzado pelos esporos. O odor e o sabor do cogumelo são farináceos, semelhantes aos da farinha recém moída.
As esporadas são marrom-escuras, às vezes com tons de violeta. Os esporos têm paredes espessas com um poro apical e são elipsoides alongados a equiláteros em vista frontal, e um pouco inequiláteros em vista lateral, geralmente medindo 12,0-12,6-13,1 por 6,8-7,1-7,4 μm. Os basídios (células portadoras de esporos) são cilíndricos, com quatro esporos e esterigmas de até 5,5 μm de comprimento, e têm dimensões de 27-37 por 9-11 μm. As fíbulas estão presentes nas hifas. Os queilocistídios (cistídios na borda da lamela) são abundantes. Eles são hialinos (translúcidos), de paredes finas e formato variável, variando de clavas estreitas a frascos estreitos com um pescoço não maior que 8 μm; suas dimensões são tipicamente de 20-30 por 6-8 μm. Os pleurocistídios (cistídios encontrados na face das lamelas) são comuns; eles têm formato de taco, mas afunilam até ficar pontudo (às vezes com uma ponta arredondada na extremidade) e medem de 25 a 35 por 9 a 14 μm. Caulocistídios (cistídios encontrados no estipe) também estão presentes, com formas variáveis semelhantes aos queilo e pleurocistídios.
Os cogumelos são consumidos por suas propriedades psicoativas e têm uma potência mais ou menos semelhante à do P. cyanescens. Borovička e colaboradores afirmam que eles são "comumente procurados por alguns caçadores de cogumelos". De acordo com Rockefeller, "se você for ao Golden Gate Park em dezembro, verá centenas de hippies procurando Psilocybe cyanescens e Psilocybe allenii em lascas de madeira".

### Espécies semelhantes
Várias espécies de Psilocybe têm aparência semelhante à da P. allenii, mas geralmente podem ser distinguidas por diferenças na morfologia ou na distribuição. A espécie europeia P. serbica var. moravica tem um píleo e estipe semelhantes, mas geralmente é mais delgada do que a P. allenii. A espécie P. cyanescens, intimamente relacionada, é indistinguível pelas características microscópicas, mas apresenta um píleo ondulado na maturidade, uma estação de frutificação mais longa (do final de setembro a abril) e não possui uma zona anelar no estipe. A P. azurescens tem um píleo mais largo, um umbo que pode ser largo ou agudo, um estipe mais longo, de até 20 cm, e uma estação de crescimento semelhante à da P. cyanescens. Os autores também observam que a P. subaeruginosa [en] australiana é semelhante (incluindo dois táxons que, desde então, foram sinonimizados: P. australiana e P. eucalypta), mas sugerem que são necessárias mais pesquisas para entender melhor a delimitação desse complexo de espécies.

## Habitat e distribuição
A Psilocybe allenii é encontrada no noroeste da América do Norte, com uma área que se estende da Colúmbia Britânica, Canadá ao sul de Los Angeles, Estados Unidos. É mais comum em áreas de até 16 km da costa do Pacífico, embora tenha sido coletada 160 km no interior. Os cogumelos crescem espalhados, em grupos esparsos ou (mais raramente) grupos densos, em detritos de madeira, como lascas de madeira frequentemente usadas em paisagismo. Os substratos preferidos incluem coberturas vegetais de madeira de lei feitas de carvalho, eucalipto, abeto de Douglas e amieiro. A frutificação ocorre em clima frio, geralmente do final de setembro a janeiro. A espécie pode ser facilmente cultivada em ágar, semente de grãos e material celulósico, incluindo lascas de madeira e serragem.